# Agapit (Vozněsenskij)
Agapit (světským jménem: Semjon Savvič Vozněsenskij; 1793, Kozelsk – 13. ledna 1854, Moskva) byl ruský duchovní Ruské pravoslavné církve a biskup tomský a jenisejský.

## Život
Narodil se roku 1793 v Kozelsku v rodině kněze.
Roku 1815 dokončil Kalužský duchovní seminář a následně pokračoval na Petrohradskou duchovní akademii.
Roku 1819 dokončil akademii a titulem kandidáta bohosloví a stal se profesorem v Poltavském duchovním semináři.
Dne 14. září 1821 byl postřižen na monacha a přijal mnišské jméno Agapit. Dne 1. října byl rukopoložen na hierodiakona a 9. října na jeromonacha.
Od 1. září 1823 byl inspektorem Poltavského duchovního semináře.
Dne 21. ledna 1826 se stal rektorem Tulského duchovního semináře. Dne 11. dubna 1826 byl povýšen na archimandritu a stal se představeným Beljovského monastýru.
Od 27. února 1829 byl rektorem Astrachaňského duchovního semináře a představeným monastýru Proměnění Páně v Astrachani.
Dne 22. září 1831 se stal rektorem Tambovského duchovního semináře a 29. dubna 1832 byl převeden do Černihivského duchovního semináře.
Dne 12. srpna 1834 proběhla jeho biskupská chirotonie na biskupa tomského. Hlavním světitelem byl metropolita moskevský Filaret (Drozdov).
Dne 10. června 1841 byl na vlastní žádost penzionován do Novojeruzalémského monastýru v Istře s právem ho spravovat. Byl členem Moskevského synodního úřadu.
Jako člen Moskevského synodního úřadu vedl vyšetřování protojereje Gerasima Petrovice Pavského.
Dne 2. března 1850 byl převeden do Novospasského monastýru v Moskvě a 30. června 1852 do Donského monastýru.
Zemřel 13. ledna 1854 v Moskvě. Pohřben byl v Donském monastýru.